# Elnur Məmmədli
Elnur Mammadli (azéri : Elnur Məmmədli), né le 29 juin 1988 à Bakou, est un judoka azéri évoluant dans la catégorie des moins de 73 kg (poids légers) puis dans celle des moins de 81 kg (poids moyens). C'est dans cette première catégorie qu'il a remporté le titre olympique en 2008 après avoir gagné le sacre européen et une médaille d'argent mondiale.

## Biographie
Champion d'Europe cadets en 2004 à Rotterdam, Elnur Mammadli ne tarde pas à confirmer parmi les seniors. Ainsi, dès le début de l'année 2005, il obtient des places d'honneur aux tournois européens de Moscou et de Budapest. L'année suivante, il devient champion d'Europe des poids légers à 17 ans. En finale, le judoka azéri vainc le Français Daniel Fernandes pourtant vice-champion du monde en 2003. Après avoir participé sans succès aux championnats du monde juniors 2006, il participe pour la première fois aux championnats du monde seniors organisés en septembre 2007 à Rio de Janeiro. Il n'échoue alors qu'en finale contre le Sud-coréen Wang Ki-chun mais obtient sa qualification pour les Jeux olympiques d'été de 2008 à l'occasion de cette compétition.
Lors du tournoi olympique, l'Azéri réussit un parcours sans-faute et se qualifie pour la finale ou il retrouve le Sud-coréen Wang Ki-Chun. Vainqueur par ippon après quelques secondes de combat, Elnur Mammadli devient le quatrième champion olympique de l'histoire du sport azéri, l'unique lors de ces Jeux olympiques.
Lors de Jeux Olympiques de Londres en 2012, Mammadli ne réussira pas à conserver son titre, se faisant éliminer dès le premier tour.
Il a été élu président du Conseil public auprès du Ministère de la Jeunesse et des Sports le 14 septembre 2024.

## Palmarès

### Jeux olympiques
- Jeux olympiques de 2008 à Pékin (Chine) :
  -  Médaille d'or en moins de 73 kg (poids légers).

### Championnats du monde
- Championnats du monde 2007 à Rio de Janeiro (Brésil) :
  -  Médaille d'argent en moins de 73 kg (poids légers).

### Championnats d'Europe
- Championnats d'Europe 2006 à Tampere (Finlande) :
  -  Médaille d'or en moins de 73 kg (poids légers).

- Championnats d'Europe 2011 à Istanbul (Turquie) :
  -  Médaille d'or en moins de 81 kg (poids moyens).

### Divers
- Principaux tournois :
  - 1 podium au Tournoi de Paris (2e en 2007).
  - 1 podium au Tournoi de Hambourg (1er en 2008).
  - 2 podiums au Tournoi de Moscou (3e en 2006 et 2008).